# Elias Eilinghoff

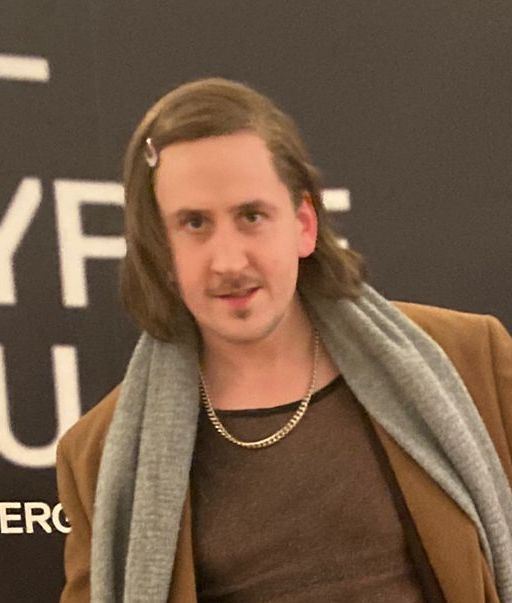
Elias Eilinghoff in seiner Rolle als Erasmus Selbach-Stein im Theaterstück Apokalypse Miau, bei der Uraufführung am 1. Dezember 2022 am Volkstheater in Wien

Elias Eilinghoff (* 1990 in Duisburg) ist ein deutscher Schauspieler und Sänger, der in Wien lebt und arbeitet.

## Leben und berufliche Karriere
Geboren wurde Eilinghoff in Duisburg. An der Hochschule für Musik und Darstellende Kunst Frankfurt am Main studierte er Schauspiel. Er hatte zuerst Engagements am Theater Basel und am Residenztheater in München. Seit der Spielzeit 2021/22 ist er Ensemblemitglied am Volkstheater (Wien). Große Beachtung fand Eilinghoff für seine Darstellung in dem Stück Humanistää! Eine Abschaffung der Sparten – nach Ernst Jandl, inszeniert von Claudia Bauer. Zur Spielzeit 2025/26 wechselte Eilinghoff an das Schauspiel Köln.

## Theater (Auswahl)

### Frankfurt LAB
- 2013: Penthesilea (als Achill). Nach Heinrich von Kleist. Inszenierung: Isabella Roumiantsev
- 2013: Kean (als Der Prinz). Slapstick-Arbeit, entstanden bei einem Workshop von Andreas Kriegenburg. Inszenierung: Carolin Millner

### Museum Sinclair-Haus Bad Homburg
- 2013: Andreas Gryphius - Lesung. Inszenierung: Silke Rüdinger

### Hessisches Landestheater Marburg
- 2014: Ready for Boarding - Oder Goethe war auch schon da - Szenischer Liederabend. Inszenierung: Sascha Nathan

### Schauspiel Frankfurt
- 2014: Punk Rock (als Chadwick Meade). Von Simon Stephens. Inszenierung: Fabian Gerhardt
- 2014: Mysterien (als Minute, Doktor). Nach Knut Hamsun. Inszenierung: Hans Block
- 2014: Der Kick (als Matthias M, Ausbilder). Von Andres Veiel. Inszenierung: Werner Wölbern

### Theater Willy Praml (Frankfurt)
- 2014: Der Kick (als Matthias M, Ausbilder). Von Andres Veiel. Inszenierung: Werner Wölbern

### Theater Basel
- 2015: Edward II. - Die Liebe bin ich (als Peer #2 / Spencer). Von Ewald Palmetshofer nach Christopher Marlowe. Inszenierung: Nora Schlocker (Koproduktion mit dem Schauspielhaus Wien und den Wiener Festwochen)
- 2015: Schlafgänger (als Logistiker). Nach dem Roman von Dorothee Elmiger. Inszenierung: Julia Hölscher
- 2015: Die Ereignisse (als Junge). Von David Greig. Inszenierung: Daniela Kranz
- 2015: Play Strindberg (als Edgar). Nach August Strindberg von  Friedrich Dürrenmatt. Inszenierung: Florian Fischer
- 2016: Der Menschen Feind (als Acaste). Von PeterLicht nach Molière. Inszenierung: Claudia Bauer
- 2016: Was ihr wollt (als Sir Andrew Leichenwang). Von William Shakespeare. Inszenierung: Julia Hölscher
- 2016: Urfaust (als Student / Lustiger Geselle in Auerbachs Keller). Von Johann Wolfgang von Goethe. Inszenierung: Nora Schlocker
- 2016: Drei Schwestern (als Alexander). Nach Anton Pawlowitsch Tschechow. Inszenierung; Simon Stone
- 2016: Inferno (als Dante). Von Thom Luz auf den Spuren von Dante Alighieris «Göttlicher Komödie». Inszenierung: Thom Luz
- 2017: Die Dreigroschenoper (als Strassenbandit). Von Bertolt Brecht. Musik von Kurt Weill. Inszenierung: Dani Levy
- 2017: Die Blume von Hawaii (als Captain Stone). Operette in drei Akten von Alfred Grünwald, Fritz Löhner-Beda und Emmerich Földes. Musik von Paul Abraham. Inszenierung: Frank Hilbrich
- 2017: Idomeneus (Ensemble). Von Roland Schimmelpfennig. Inszenierung: Miloš Lolić
- 2017: Leonce und Lena (als Leonce). Von Georg Büchner. Inszenierung: Thom Luz
- 2017: Klub Roter Oktober - Revolution in St. Tropez. Stück für die linke Hand (als Rotarmist). Von Kevin Rittberger. Inszenierung: Kevin Rittberger
- 2018: König Arthur (als König Arthur). Semi-Oper von Henry Purcell und John Dryden in einer Neudichtung von Ewald Palmetshofer. Inszenierung: Stephan Kimmig
- 2018: Die drei Musketiere (als Porthos).  Nach Alexandre Dumas der Ältere in einer Bearbeitung von Antonio Latella und Federico Bellini. Inszenierung: Antonio Latella

### Residenztheater München
- 2019: Die drei Musketiere (als Porthos).  Nach Alexandre Dumas der Ältere in einer Bearbeitung von Antonio Latella und Federico Bellini. Inszenierung: Antonio Latella (Übernahme der Inszenierung des Theaters Basel)
- 2019: Amphitryon (als Merkur). Nach Heinrich von Kleist. Inszenierung: Julia Hölscher
- 2019: Drei Schwestern (als Alexander). Nach Anton Pawlowitsch Tschechow. Inszenierung; Simon Stone (Übernahme der Uraufführungsinszenierung vom Theater Basel)
- 2019: Olympiapark in the Dark (diverse Rollen). Von Thom Luz. Inszenierung: Thom Luz
- 2020: Einer gegen alle (als Georg Löffler). Frei nach dem Roman von Oskar Maria Graf in einer Bearbeitung von Alexander Eisenach. Inszenierung: Alexander Eisenach
- 2021: Die Wolken, die Vögel, der Reichtum (als Schüler). Von Thom Luz nach Motiven von Aristophanes. Inszenierung: Thom Luz
- 2022: Spiel des Lebens (als Rejersen). Von Knut Hamsun. Inszenierung: Stephan Kimmig

### Volkstheater Wien
- 2021: Oh Darling Darling – Don't be such a Baby: Eine Operette (als Jonathan Dullmann). Von Marius Schötz, Marthe Meinhold und Ensemble. Inszenierung: Marius Schötz
- 2022: humanistää! (diverse Rollen). Nach Ernst Jandl. Inszenierung: Claudia Bauer
- 2022: Karoline und Kasimir – Noli me tangere (als Schauspieler). Nach Ödön von Horváth. Inszenierung: Nature Theater of Oklahoma
- 2022: Der Würgeengel (als Christiano). Frei nach dem gleichnamigen Film von Luis Buñuel. Inszenierung: Sebastian Baumgarten
- 2022: Der eingebildete Kranke (als Beline). Nach Molière. Inszenierung: Leander Haußmann
- 2022: Apokalypse Miau – Eine Weltuntergangskomödie (als Erasmus Selbach Stein). Von Kristof Magnusson unter Mitarbeit von Gunnar Klac. Inszenierung: Kay Voges
- 2023: Szenen einer Ehe (als Johan). Frei nach dem gleichnamigen Film von Ingmar Bergman. Inszenierung: Markus Öhrn
- 2023: Öl! (als Bunny). Nach dem Roman von Upton Sinclair. Inszenierung: Sascha Hawemann
- 2023: DU MUSST DICH ENTSCHEIDEN! – Die Gameshow für Österreich (als Tommy McDonalds, Moderator). Von Johan Frederik Hartle, Kay Voges, Alexander Kerlin und Ensemble. Inszenierung: Kay Voges
- 2023: Der Diener zweier Herren (als Truffaldino, Diener von Beatrice und später von Florindo). Von Carlo Goldoni. Inszenierung: Antonio Latella
- 2024: Die Angestellten – Ein Visual Poem über Arbeit im 22. Jahrhundert (Ensemble). Von Matthias Seier, Alexander Giesche und Ensemble nach dem Roman von Olga Ravn. Inszenierung: Alexander Giesche
- 2024: Bullet Time – Die Geburt des Kinos aus dem Geiste eines Mörders (als Harry Larkyns, Liebhaber von Flora). Von  Alexander Kerlin. Inszenierung: Kay Voges
- 2024: Camino Real – Live on Stage Calexico (als Jacques Casanova). Nach Tennessee Williams. Inszenierung: Anna-Sophie Mahler
- 2025: Krankheit oder moderne Frauen (als Dr. Heidkliff). Von Elfriede Jelinek. Inszenierung: Claudia Bauer

### Festspiele Reichenau
- 2025: Arsen und Spitzenhäubchen (als Teddy Brewster). Von Joseph Kesselring. Inszenierung: Roland Koch[8]

## Oper
Eilinghoff sang 2018 Tenor in Die Dreigroschenoper und Die Blume von Hawaii.

## Filmographie (Auswahl)

### Kino
- 2013: RE50 Richtung Wächtersbach. Hochschule für Gestaltung Offenbach. Regie: Leslie Bauer
- 2014: Gummisohle (als Patrick). Hochschule für Musik und Darstellende Kunst Frankfurt/Main. Regie: Anke Sevenich
- 2015: Dobermann (als Joel). Kurzspielfilm. Regie: Felix Schroeder
- 2016: Wochenende (als Elias). Kurzspielfilm. Regie: Felix Schroeder
- 2023: Nachts, wenn die Hunde bellen (als junger Arbeiter). Kurzspielfilm. Regie: Lena Imboden

### TV
- 2014: Tatort - Wer bin ich? (als Christoph Marquardt). TV-Reihe ARD. Regie: Bastian Günther
- 2015: Der Staatsanwalt - Erben und Sterben (als Wachtmeister Uhlmann). TV-Serie ZDF. Regie: Jakob Schäuffelen
- 2017: Drei Schwestern (als Alexander). Nach Anton Pawlowitsch Tschechow. Inszenierung: Simon Stone (3sat-Fernsehaufzeichnung der Uraufführungsinszenierung vom Theater Basel)[10]
- 2020 Aktenzeichen XY...ungelöst - Pannenbruch (als KHK Mirco Bräuer). TV-Reihe ZDF. Regie: Raoul Heimrich

## Preise und Ehrungen
- 2017: Einladung zum Berliner Theatertreffen mit Ensemble für Drei Schwestern (Theater Basel)
- 2017: Einladung zum Schweizer Theatertreffen mit Ensemble für Drei Schwestern (Theater Basel)
- 2017: Stück des Jahres (Theater heute) mit Ensemble für Drei Schwestern (Theater Basel)
- 2017: Nominierung für Nestroy-Theaterpreis für Drei Schwestern (Theater Basel) als beste Aufführung im deutschsprachigen Raum
- 2020: Nominierung für den Förderpreis beim Kurt-Meisel-Preis der Freunde des Residenztheaters e. V.
- 2022: Nestroy-Preis in der Kategorie „Beste Darstellung einer Nebenrolle“ für Karoline und Kasimir – Noli me tangere (Volkstheater Wien)
- 2023: Nominierung für den Nestroy-Theaterpreis/Bester Schauspieler für die Darstellung von Johan in Szenen einer Ehe (Volkstheater Wien)